# Аустла
А́устла (ест. Austla küla) — село в Естонії, у волості Ляене-Сааре повіту Сааремаа.

## Населення
Чисельність населення на 31 грудня 2011 року становила 5 осіб.

## Географія
Аустла лежить на березі Балтійського моря. Село з південного сходу оточують декілька озер: Тамміярв, Нійдіярв, Саардеярв тощо.
Дістатися села можна автошляхом 112 (Кяесла — Карала — Лоона), прямуючи на північний захід від Карали.

## Історія
Історично Аустла належала до приходу Кігелконна (Kihelkonna kihelkond).
До 12 грудня 2014 року село входило до складу волості Люманда.